# Bộ trưởng Văn phòng Nội các phụ trách các nhiệm vụ đặc biệt
Bộ trưởng Văn phòng Nội các phụ trách các nhiệm vụ đặc biệt, hay tên gọi khác là Bộ trưởng Nội các Đặc trách, (内閣府特命担当大臣 (Nội các phủ Đặc mệnh đảm đương Đại thần) Naikaku-fu tokumei tantō daijin) là một vị trí được hợp pháp hóa vào ngày 6 tháng 1 năm 2001 do việc thi hành Đạo luật Thành lập Văn phòng Nội các đi kèm với việc tổ chức lại các bộ và cơ quan trung ương.

## Tổng quan
Được Thủ tướng bổ nhiệm và đặt trong Văn phòng Nội các. Chức danh công việc được viết trong ngoặc đơn, chẳng hạn như "Bộ trưởng Văn phòng Nội các phụ trách các nhiệm vụ đặc biệt (phụ trách ○○)".
Mặc dù không có con số cố định cụ thể, nhưng năm yêu cầu bắt buộc là: phòng chống thiên tai, Okinawa và các khu vực phía bắc, tài chính, người tiêu dùng và an toàn thực phẩm, và giảm tỷ lệ sinh (Đạo luật Thành lập văn phòng nội các Điều 9-2, 10, 11, 11-2, 11-3).
Dựa trên Điều 12 của Đạo luật thành lập Văn phòng Nội các, nó có quyền yêu cầu các cơ quan hành chính có liên quan đệ trình tài liệu và giải trình về các vấn đề thuộc thẩm quyền của họ và đưa ra các khuyến nghị.
Ngoài chức vụ Bộ trưởng phụ trách các nhiệm vụ đặc biệt của Văn phòng Nội các, còn có chức vụ "Bộ trưởng phụ trách" do Thủ tướng có thể bổ nhiệm theo quyết định của Thủ tướng. Điều này được thiết lập trong Ban Thư ký Nội các khi cần khẩn cấp xây dựng một chính sách mà Nội các cần phản hồi khẩn cấp mà không cần thông qua thủ tục sửa đổi pháp lý. Không có chức danh chính thức nào như "Bộ trưởng Văn phòng Nội các phụ trách các nhiệm vụ đặc biệt (phụ trách ○○)", và bộ trưởng phụ trách là một tên gọi thông thường. Tư nhân hóa dịch vụ bưu chính, vấn đề bắt cóc, hệ thống khu vực, hồi sinh khu vực, luật an ninh, v.v. thuộc danh mục này. Chính quyền vào thời điểm đó thường coi việc tạo ra các chức vụ mới của các bộ trưởng phụ trách và bổ nhiệm nhân sự là trọng tâm của chính quyền và cải tổ nội các.

## Thay đổi về Bổ nhiệm/Hỗ trợ
Sau khi hệ thống được thiết lập, cho đến lần cải tổ đầu tiên của Nội các Koizumi lần 1 cải tổ lần 1, hình thức bổ nhiệm và trợ cấp hai giai đoạn sau đây đã được thông qua. Việc đăng Công báo được viết theo chiều dọc.
```
　　                  氏　　　名
　国務大臣に任命する
　　　　　　　国務大臣　氏　　　名
　金融担当大臣を命ずる
```

Có nghĩa là:
```
　　　　　　　　　　　　　　　　　               Họ và tên
Bổ nhiệm làm Bộ trưởng Nhà nước
　　　　　　　Bộ trưởng Nhà nước　             Họ và tên
Bổ nhiệm làm Bộ trưởng chuyên trách Tài chính
```

Bắt đầu với Nội các Koizumi lần 1 cải tổ lần 2 được đưa ra vào ngày 22 tháng 9 năm 2003, hình thức này gồm ba giai đoạn như sau. Giống như trước.
```
　　　　　　　　　　　　氏　　　名
　国務大臣に任命する
　　　　　　　国務大臣　氏　　　名
　内閣府特命担当大臣を命ずる
　　内閣府特命担当大臣　氏　　　名
　金融を担当させる
```

Có nghĩa là:
```
　　　　　　　　　　　　                                                           Họ và tên
Bổ nhiệm làm Bộ trưởng Nhà nước
　　　　　　　Bộ trưởng Nhà nước　　　                                            Họ và tên
Bổ nhiệm Bộ trưởng Văn phòng Nội các phụ trách các nhiệm vụ đặc biệt
　　Bộ trưởng Văn phòng Nội các phụ trách các nhiệm vụ đặc biệt　                Họ và tên
　Bổ nhiệm làm Bộ trưởng chuyên trách Tài chính
```

Theo cách này, trước khi chức danh được thống nhất thành “Bộ trưởng Văn phòng Nội các phụ trách các nhiệm vụ đặc biệt”, chức danh chính thức là “Bộ trưởng phụ trách ○○,” và vì nó yêu cầu hiển thị ít ký tự hơn nên thậm chí nó vẫn được sử dụng trên truyền hình Nhật Bản ngày nay.・Trong các báo cáo như báo chí và truyền hình trực tiếp về các cuộc thảo luận của Quốc hội, nó thường được viết tắt là "Bộ trưởng phụ trách XX" chứ không phải là ký hiệu chính thức "Bộ trưởng phụ trách Văn phòng Nội các (phụ trách XX)" (Ví dụ: Bộ trưởng phụ trách Văn phòng Nội các ( Tài chính) → Bộ trưởng chuyên trách Tài chính). Ngoài ra, đôi khi nó được viết là ``○○ Bộ trưởng'' hoặc viết tắt là ``○○ Giai đoạn'' (ví dụ: Văn phòng Nội các Bộ trưởng Đặc trách Nhà nước (phụ trách cải cách hành chính) → Bộ trưởng Bộ Cải cách Hành chính, Bộ trưởng của Cải cách hành chính). Ngoài ra, trong Luật cơ bản cải cách các Bộ, ngành Trung ương... (Điều 11 và Phụ lục 1) quy định các hướng dẫn trước khi tổ chức lại các Bộ, ngành Trung ương, "Bộ trưởng phụ trách" được dùng để chỉ Bộ trưởng. của Nhà nước cho các Nhiệm vụ Đặc biệt của Văn phòng Nội các.

## Danh sách các nhiệm vụ đặc biệt[2]

### Bộ trưởng Văn phòng Nội các phụ trách các nhiệm vụ đặc biệt (phụ trách vấn đề về Okinawa và Lãnh thổ phía Bắc)
Bộ trưởng Văn phòng Nội các phụ trách các nhiệm vụ đặc biệt (phụ trách vấn đề về Okinawa và Lãnh thổ phía Bắc), (内閣府特命担当大臣（沖縄及び北方対策担当）/ ないかくふとくめいたんとうだいじん おきなわおよびほっぽうたいさくたんとう) là một trong những bộ trưởng phụ trách các nhiệm vụ đặc biệt trong Văn phòng Nội các. Thường được biết đến là Bộ trưởng phụ trách các vấn đề về Okinawa và Lãnh thổ phía Bắc.

#### Danh sách Bộ trưởng
| TT | Bộ trưởng                                                   | Bộ trưởng                                                   | Nội các                                                     | Nội các                                                     | Bắt đầu                                                     | Kết thúc                                                    | Đảng phải                                                   | Ghi chú                                                     |
| Bộ trưởng phụ trách các vấn đề Okinawa và Lãnh thổ phía Bắc                                                    | Bộ trưởng phụ trách các vấn đề Okinawa và Lãnh thổ phía Bắc | Bộ trưởng phụ trách các vấn đề Okinawa và Lãnh thổ phía Bắc | Bộ trưởng phụ trách các vấn đề Okinawa và Lãnh thổ phía Bắc | Bộ trưởng phụ trách các vấn đề Okinawa và Lãnh thổ phía Bắc | Bộ trưởng phụ trách các vấn đề Okinawa và Lãnh thổ phía Bắc | Bộ trưởng phụ trách các vấn đề Okinawa và Lãnh thổ phía Bắc | Bộ trưởng phụ trách các vấn đề Okinawa và Lãnh thổ phía Bắc | Bộ trưởng phụ trách các vấn đề Okinawa và Lãnh thổ phía Bắc |
| --- | ----------------------------------------------------------- | ----------------------------------------------------------- | ----------------------------------------------------------- | ----------------------------------------------------------- | ----------------------------------------------------------- | ----------------------------------------------------------- | ----------------------------------------------------------- | ----------------------------------------------------------- |
| 1 |                                                             | Hashimoto Ryūtarō                                           | Nội các Mori lần 2                                          | Cải tổ (sau khi tổ chức lại các bộ)                         | 6 tháng 1 năm 2001                                          | 26 tháng 4 năm 2001                                         | Đảng Dân chủ Tự do                                          |                                                             |
| 2 |                                                             | Omi Kōji                                                    | Nội các Koizumi lần 1                                       | Nội các Koizumi lần 1                                       | 26 tháng 4 năm 2001                                         | 30 tháng 9 năm 2002                                         | Đảng Dân chủ Tự do                                          |                                                             |
| 3 |                                                             | Hosoda Hiroyuki                                             |                                                             | Cải tổ lần 1                                                | 30 tháng 9 năm 2002                                         | 22 tháng 9 năm 2003                                         | Đảng Dân chủ Tự do                                          |                                                             |
| Bộ trưởng Văn phòng Nội các phụ trách các nhiệm vụ đặc biệt (phụ trách vấn đề về Okinawa và Lãnh thổ phía Bắc) |                                                             |                                                             |                                                             |                                                             |                                                             |                                                             |                                                             |                                                             |
| 1 |                                                             | Motegi Toshimitsu                                           | Nội các Koizumi lần 1                                       | Cải tổ lần 2                                                | 22 tháng 9 năm 2003                                         | 19 tháng 11 năm 2003                                        | Đảng Dân chủ Tự do                                          |                                                             |
| 2 | Nội các Koizumi lần 2                                       | Nội các Koizumi lần 2                                       | 19 tháng 11 năm 2003                                        | 27 tháng 9 năm 2004                                         | Tái bổ nhiệm                                                |                                                             | Đảng Dân chủ Tự do                                          |                                                             |
| 3 |                                                             | Koike Yuriko                                                |                                                             | Cải tổ                                                      | 27 tháng 9 năm 2004                                         | 21 tháng 9 năm 2005                                         | Đảng Dân chủ Tự do                                          |                                                             |
| 4 | Nội các Koizumi lần 3                                       | Nội các Koizumi lần 3                                       | 21 tháng 9 năm 2005                                         | 31 tháng 10 năm 2005                                        | Tái bổ nhiệm                                                |                                                             | Đảng Dân chủ Tự do                                          |                                                             |
| 4 |                                                             | Koike Yuriko                                                | Cải tổ                                                      | 31 tháng 10 năm 2005                                        | 26 tháng 9 năm 2006                                         |                                                             | Đảng Dân chủ Tự do                                          |                                                             |
| 5 |                                                             | Takaichi Sanae                                              | Nội các Abe lần 1                                           | Nội các Abe lần 1                                           | 26 tháng 9 năm 2006                                         | 27 tháng 8 năm 2007                                         | Đảng Dân chủ Tự do                                          |                                                             |
| 6 |                                                             | Kishida Fumio                                               |                                                             | Cải tổ                                                      | 27 tháng 8 năm 2007                                         | 26 tháng 9 năm 2007                                         | Đảng Dân chủ Tự do                                          |                                                             |
| 7 | Nội các Fukuda Yasuo                                        | Nội các Fukuda Yasuo                                        | 26 tháng 9 năm 2007                                         | 2 tháng 8 năm 2008                                          | Tái bổ nhiệm                                                |                                                             | Đảng Dân chủ Tự do                                          |                                                             |
| 8 |                                                             | Hayashi Motoo                                               |                                                             | Cải tổ                                                      | 2 tháng 8 năm 2008                                          | 24 tháng 9 năm 2008                                         | Đảng Dân chủ Tự do                                          |                                                             |
| 9 |                                                             | Satō Tsutomu                                                | Nội các Asō                                                 | Nội các Asō                                                 | 24 tháng 9 năm 2008                                         | 2 tháng 7 năm 2009                                          | Đảng Dân chủ Tự do                                          |                                                             |
| 10 |                                                             | Hayashi Motoo                                               | Nội các Asō                                                 | Nội các Asō                                                 | 2 tháng 7 năm 2009                                          | 16 tháng 9 năm 2009                                         | Đảng Dân chủ Tự do                                          |                                                             |
| 11 |                                                             | Maehara Seiji                                               | Nội các Hatoyama Yukio                                      | Nội các Hatoyama Yukio                                      | 16 tháng 9 năm 2009                                         | 8 tháng 6 năm 2010                                          | Đảng Dân chủ                                                |                                                             |
| 12 | Nội các Kan                                                 | Nội các Kan                                                 | 8 tháng 6 năm 2010                                          | 17 tháng 9 năm 2010                                         | Tái bổ nhiệm                                                |                                                             | Đảng Dân chủ                                                |                                                             |
| 13 |                                                             | Mabuchi Sumio                                               |                                                             | Cải tổ lần 1                                                | 17 tháng 9 năm 2010                                         | 14 tháng 1 năm 2011                                         | Đảng Dân chủ                                                |                                                             |
| 14 |                                                             | Edano Yukio                                                 |                                                             | Cải tổ lần 2                                                | 14 tháng 1 năm 2011                                         | 2 tháng 9 năm 2011                                          | Đảng Dân chủ                                                |                                                             |
| 15 |                                                             | Kawabata Tatsuo                                             | Nội các Noda                                                | Nội các Noda                                                | 2 tháng 9 năm 2011                                          | 1 tháng 10 năm 2012                                         | Đảng Dân chủ                                                |                                                             |
| 15 | Cải tổ lần 1                                                | Kawabata Tatsuo                                             |                                                             |                                                             | 2 tháng 9 năm 2011                                          | 1 tháng 10 năm 2012                                         | Đảng Dân chủ                                                |                                                             |
| 15 | Cải tổ lần 2                                                | Kawabata Tatsuo                                             |                                                             |                                                             | 2 tháng 9 năm 2011                                          | 1 tháng 10 năm 2012                                         | Đảng Dân chủ                                                |                                                             |
| 16 |                                                             | Tarutoko Shinji                                             |                                                             | Cải tổ lần 3                                                | 1 tháng 10 năm 2012                                         | 26 tháng 12 năm 2012                                        | Đảng Dân chủ                                                |                                                             |
| 17 |                                                             | Yamamoto Ichita                                             | Nội các Abe lần 2                                           | Nội các Abe lần 2                                           | 26 tháng 12 năm 2012                                        | 3 tháng 9 năm 2014                                          | Đảng Dân chủ Tự do                                          |                                                             |
| 18 |                                                             | Yamaguchi Shunichi                                          |                                                             | Cải tổ                                                      | 3 tháng 9 năm 2014                                          | 24 tháng 12 năm 2014                                        | Đảng Dân chủ Tự do                                          |                                                             |
| 19 | Nội các Abe lần 3                                           | Nội các Abe lần 3                                           | 24 tháng 12 năm 2014                                        | 7 tháng 10 năm 2015                                         | Tái bổ nhiệm                                                |                                                             | Đảng Dân chủ Tự do                                          |                                                             |
| 20 |                                                             | Shimajiri Aiko                                              |                                                             | Cải tổ lần 1                                                | 7 tháng 10 năm 2015                                         | 3 tháng 8 năm 2016                                          | Đảng Dân chủ Tự do                                          |                                                             |
| 21 |                                                             | Tsuruho Yōsuke                                              |                                                             | Cải tổ lần 2                                                | 3 tháng 8 năm 2016                                          | 3 tháng 8 năm 2017                                          | Đảng Dân chủ Tự do                                          |                                                             |
| 22 |                                                             | Esaki Tetsuma                                               |                                                             | Cải tổ lần 3                                                | 3 tháng 8 năm 2017                                          | 1 tháng 11 năm 2017                                         | Đảng Dân chủ Tự do                                          |                                                             |
| 23 | Nội các Abe lần 4                                           | Nội các Abe lần 4                                           | 1 tháng 11 năm 2017                                         | 27 tháng 2 năm 2018                                         | Tái bổ nhiệm                                                |                                                             | Đảng Dân chủ Tự do                                          |                                                             |
| 24 | Nội các Abe lần 4                                           | Nội các Abe lần 4                                           |                                                             | Fukui Teru                                                  | 27 tháng 2 năm 2018                                         | 2 tháng 10 năm 2018                                         | Đảng Dân chủ Tự do                                          |                                                             |
| 25 |                                                             | Miyakoshi Mitsuhiro                                         |                                                             | Cải tổ lần 1                                                | 2 tháng 10 năm 2018                                         | 11 tháng 9 năm 2019                                         | Đảng Dân chủ Tự do                                          |                                                             |
| 26 |                                                             | Etō Seiichi                                                 |                                                             | Cải tổ lần 2                                                | 11 tháng 9 năm 2019                                         | 16 tháng 9 năm 2020                                         | Đảng Dân chủ Tự do                                          |                                                             |
| 27 |                                                             | Kōno Tarō                                                   | Nội các Suga                                                | Nội các Suga                                                | 16 tháng 9 năm 2020                                         | 4 tháng 10 năm 2021                                         | Đảng Dân chủ Tự do                                          |                                                             |
| 28 |                                                             | Nishime Kōsaburō                                            | Nội các Kishida lần 1                                       | Nội các Kishida lần 1                                       | 4 tháng 10 năm 2021                                         | 10 tháng 11 năm 2021                                        | Đảng Dân chủ Tự do                                          |                                                             |
| 29 | Nội các Kishida lần 2                                       | Nội các Kishida lần 2                                       | 10 tháng 11 năm 2021                                        | 10 tháng 8 năm 2022                                         | Tái bổ nhiệm                                                |                                                             | Đảng Dân chủ Tự do                                          |                                                             |
| 30 |                                                             | Okada Naoki                                                 |                                                             | Cải tổ lần 1                                                | 10 tháng 8 năm 2022                                         | 13 tháng 9 năm 2023                                         | Đảng Dân chủ Tự do                                          |                                                             |
| 31 |                                                             | Jimi Hanako                                                 |                                                             | Cải tổ lần 2                                                | 13 tháng 9 năm 2023                                         | 1 tháng 10 năm 2024                                         | Đảng Dân chủ Tự do                                          |                                                             |
| 33 |                                                             |                                                             | Nội các Ishiba                                              | Nội các Ishiba                                              | 1 tháng 10 năm 2024                                         | đương nhiệm                                                 | Đảng Dân chủ Tự do                                          |                                                             |

- Vì Bộ trưởng Văn phòng Nội các phụ trách các nhiệm vụ đặc biệt có thể bổ nhiệm nhiều người nên ký hiệu đại số thường không được sử dụng. Tuy nhiên, trong bảng này, để dễ hiểu, một cột dành cho đại số đã được cung cấp để thuận tiện.
- Trường hợp tái bổ nhiệm mà từ chức thì ghi ngày bổ nhiệm, trường hợp giữ chức vụ không được đề cử thì không ghi ngày bổ nhiệm.
- Cột đảng cho biết đảng chính trị mà người đó thuộc về vào thời điểm nhậm chức hoặc thành lập nội các.
- Cho đến lần cải tổ nội các đầu tiên của Koizumi, ông được gọi là "Bộ trưởng phụ trách các vấn đề Okinawa và Lãnh thổ phía Bắc" và mặc dù có sự khác biệt trong cách viết chức danh, nhưng về mặt pháp lý thì chúng giống nhau và được liệt kê ở đây để thuận tiện.

### Bộ trưởng Văn phòng Nội các phụ trách các nhiệm vụ đặc biệt (phụ trách vấn đề Kinh tế và Tài khóa)
Bộ trưởng Văn phòng Nội các phụ trách các nhiệm vụ đặc biệt (phụ trách vấn đề Kinh tế và Tài khóa)